# 台湾附地菜
台湾附地菜（学名：Trigonotis formosana）是紫草科附地菜属的植物，是台灣的固有植物。生長於台灣中部及東部山區。其种加词“formosana”意为“台湾的”。

## 亚种和变种
亚种
- Trigonotis formosana subsp. elevatovenosa Hayata

变种
凸脉附地菜（学名： (Hayata) S.D.Shen & J.C.Wang），又称台北附地草，是紫草科附地菜属的植物，为台灣特有植物。分布在台湾等地。